# Wolfgang Amadeus Mozart hegedűversenyei
Ez a lap Wolfgang Amadeus Mozart hegedűversenyeit hivatott összegyűjteni.

## A versenyművek listája

### Teljes, autentikus versenyművek
- B-dúr hegedűverseny No. 1, K. 207 (kb. 1775, de vlsz. 1773. április 14.)
- D-dúr hegedűverseny No. 2, K. 211 (1775. június 14.)
- G-dúr hegedűverseny No. 3, K. 216 („Strassburg”) (1775. szeptember 12.)
- D-dúr hegedűverseny No. 4, K. 218 (1775 októbere)
- A-dúr hegedűverseny No. 5, K. 219 („Török”) (1775. december 20.)

### Töredékek, feltételezések, hamisítványok
- Esz-dúr hegedűverseny No. 6, K. 268 (feltételezés, talán 1780-1 körül)
- D-dúr hegedűverseny No. 7, K. 271a („Kolb”), (feltételezés, talán 1777 körül)
- D-dúr versenymű hegedűre, zongorára és zenekarra, K. 315f (K. függelék 56) (1778)
- Adelaide Concerto (Henri Casadesus hamisítványa)

### Egyéb, szólóhegedűt foglalkoztató művek
- E-dúr Adagio hegedűre és zenekarra, K. 261 (1776) – alternatív lassútétel az A-dúr hegedűversenyhez
- B-dúr Rondo Concertante, K. 269 (261a) (1776) – Alternatív (rondó, és nem szonátaformájú) harmadik tétel a B-dúr hegedűversenyhez
- C-dúr Rondó, K. 373 (1776)
- E-dúr Andante, K. 470 – elveszett

### Sinfonia Concertanték hegedűvel
- Concertone két hegedűre és zenekarra, K. 190 (1774)
- Esz-dúr Sinfonia Concertante hegedűre, brácsára és zenekarra, K. 364 (1779)
- A-dúr Sinfonia Concertante hegedűre, brácsára, csellóra és zenekarra, K. 320e (1779)

## Keletkezéstörténet
Mozart egyetlen év, sőt jószerivel néhány hónap alatt öt hegedűversenyt alkotott, és sem előtte, sem utána egyet sem. A modern tudomány nehezen nyugszik bele az ilyen, még Mozart munkabírását, életének rohanó tempóját tekintve is túlságosan megdöbbentő tényekbe. Mára már kiderült, hogy több mint öt hegedűversenyt ismerünk. Egyes koncertek nem teljesen autentikus formában maradtak ránk, de annyit legalább bizonyítanak, hogy a komponistát máskor is foglalkoztatta a műfaj. Ezen kívül még Adelaide-koncert néven egy hamisítvány is ide kívánkozik.
Tehát eredetileg azt hitték, hogy mindegyik koncert 1775-ből származik. Ennek ellenére a kéziratok tanulmányozása után kimutatták, hogy a K. 211-es, K. 216-os, K. 218-as és K. 219-es koncertek eredeti dátumozása 1775 volt, ez később 1780-ra változott, majd vissza 1775-re. Nagyobb gondban vagyunk a K. 207-es koncert esetében. Valószínűleg ez eredetileg 1773 volt, aztán 1780-ra változott, majd 1775-re. Hogy a manipuláció oka mi volt, azt nem tudjuk, de Christoph-Hellmut Mahling a Neue Mozart Ausgabéban azt fejtegette, hogy valószínűleg Mozart vagy apja volt az elkövető, és céljuk az volt, hogy frissebbnek tüntessék fel a darabokat. Hogy aztán miért számozták vissza 1775-re, nem tudni.
A lényegen azonban mindez elég keveset változtat, ezért a szakirodalom gyakran nevezi az 1775-ös évet hegedűverseny-korszaknak. A kutatás így továbbra is kénytelen szembenézni a kérdéssel: mi magyarázza a műfaj remekeinek a hirtelen támadt bőségét, miért éppen a hegedűverseny-műfaj az, amelyben a 19 éves Mozart újabb előrelépésre lát lehetőséget?
Részben persze nem is oly nehéz magyarázatokat találni.
- Ha arra gondolunk, hogy a gyermek Mozart kezdettől fogva a zongora mellett a hegedűt tekinthette saját hangszerének, s hogy éppen a hegedűjáték mesterfogásainak elsajátításában segíthette legjobban apja, Leopold Mozart, a korszak elismert mestere, akinek mellesleg az egyik leghíresebb hegedű-iskolát köszönhetjük, inkább azon kellene csodálkoznunk, hogy a 19. életévig alkotott több mint kétszáz kompozíció közt nem akadt hegedűre és zenekarra írt versenymű (hitelesnek elfogadhatót legalábbis nem ismerünk).
- Az is tény, hogy Wolfgang Amadeus sokáig nem tudta vagy nem akarta eldönteni, a zeneszerzés mellett a zongora- vagy hegedű-virtuózi pályát választja-e inkább. A hatvanas évek végén a mérleg nyelve mindenesetre az utóbbi felé látszik billenni. Salzburg fejedelme, Schrattenbach érsek végre elérkezettnek látja az időt, hogy (nagyúri gesztusként a lassan nem is akármilyen hírű fiatal muzsikus felé) Wolfgangot koncertmesterévé nevezze ki. A kinevezés persze inkább névleges, rendszeres fizetség például nem jár vele – a jövőre nézve azonban feltétlen ígéret, s ez az ígéret Mozartot mindenképp a hegedűs-pálya felé irányítja. A kisgyermekkortól tartó vándorélet tehát folytatódik, apa és fia inkább csak pihenni térnek meg haza, Salzburgba. Így érkeznek vissza egyik olasz útjukról a fejedelem halálának napján 1771. december 15-én is. gróf Hieronymus Colloredo, aki nemsokára trónra kerül már távolról sem figyeli elődjéhez hasonló jóindulattal zenészei sorsát. Nem is kedveli különösebben a muzsikát; Mozarték állandó vándorlása pedig különösen szálka a szemében. Rendet akar; Wolfgang tehát megkaphatja az ígért állást, most már pénzt is hozzá – de tennie kell érte valamit. A hegedűművészi karrier így lehetőségből lassan kényszerű valósággá válik. Az utolsó nagy olasz út szétfoszlatja a Mozart család más irányú reményeit: jelentős opera-szerződést nem sikerül nyélbe ütni. Marad tehát az addig inkább csak talonba tett koncertmesterség. S máris az 1775-ös esztendőnél vagyunk. Wolfgang tavasztól Salzburgban él; elérkezett az idő, hogy képességeit itthon, koncertmesterként, hegedűsként, no és természetesen egyben zeneszerzőként bizonyítsa. A hegedűverseny korszak háttere ez – ez magyarázza, hogy még a könnyedebb divertimentók némelyikében is szinte álcázott hegedűverseny-tételeket találunk.

Van valami azonban, ami kissé rejtélyesebbé teszi a sorozatban alkotott hegedűversenyeket, s valamelyest talán ellene is mond az iménti racionális magyarázatoknak: ezek a kompozíciók ugyanis (s erre Alfred Einstein hívja fel a figyelmet) nem igazán virtuóz jellegűek. Alaposan próbára teszik az előadó képességeit, az igaz, de viszonylag kevesebb alkalmat adnak a virtuóz csillogásra; nem bravúr-darabok a szónak abban az értelmében, ahogy például Giovanni Battista Viotti hegedűművei – melyeket Mozart jól ismert – azok. Úgy látszik tehát, a fiatal salzburgi koncertmester nem azt érezte a legfontosabbnak, hogy virtuozitásával kápráztassa el hallgatóit.
Mozart egyébként valószínűleg tényleg itáliai tanulmányútjai során ismerkedett meg az olasz hegedűversenyekkel, míg Párizsban a francia koncert-típus – elsősorban az olaszból franciává lett, fentebb említett Viotti műveinek stílusa – hatott rá. Ez utóbbi részben a versenyművek első témájának lendületes, indulószerű karakterével, részben a virtuozitás előtérbe helyezésével keltett mély benyomást az ifjú Mozartban. A műfaj újszerű feladatot jelentett számára, és ez szárnyakat adott képzeletének.

## Főbb jellemzők
„Ily módon a hegedűversenyek egészen különleges helyet foglalnak el Mozart alkotásában. óntudatos, olykor túláradó ifjúi erő hozta létre őket, amely hol gyengéd rajongásban, hol szertelen jókedvben leli kedvét, és vidám játékot űz a formával.” – Hertnann Abert
- Valamennyi háromtételes, a nyitó tétel mindig szonátaformájú, de több szonátatétel is előfordulhat
- Terjedelmes zenekari tutti vezeti be a műveket, azzal a szándékkal, hogy a szonátatétel témáit bemutassa; ezeket utóbb a szólóhangszer virtuóz játékkal írja körül, olykor újabb epizódokat is beleszerkesztve a darabba
- A szonátatétel kidolgozása során a zeneszerző nem él a Joseph Haydntól öröklött motivikus munka formaalkotó lehetőségeivel, ennek ellenére sikerül a tétel egységét biztosítania
- A lassú tételek – az effajta muzsikák természeténél fogva – a bensőséges dallamosság, a személyes hang költői megnyilatkozásai
- A technikai bravúr – amelyet Mozart egyébként is mindig ízléssel és mértékkel alkalmaz, gondosan elkerülve a virtuozitás öncélú csillogtatását – itt átadja helyét az egyszerű játékmodornak, a szívből fakadó éneklésnek
- A zárótételek során a zeneszerző minden ifjúi elevenségét és humorát szabadjára engedi, a táncformák bizonyos mértékig kötött ritmikája és a váratlan invenció meglepő effektusai utánozhatatlan bájjal társulnak

## Kinek írta a versenyműveket?
Mint feljebb már meg lett említve, Mozart valószínűleg saját használatra írta ezeket a versenyműveket. Sokszor az az állítás is felmerült, hogy az udvar zeneigazgatójának és koncertmesterének, Antonio Brunettinek íródtak ezek a művek, de Boris Schwarz beszámolója szerint Brunetti 1776-ig nem tartózkodott Salzburgban. Amúgy a különálló versenyműtételek valószínűleg Brunetti kérésére készültek. Tehát azt szinte biztosra vehetjük, hogy játszotta ezen versenyműveket (legalábbis egy részüket biztosan), de talán nem nekik íródtak.
Sokan Johann Kolbot emlegetik a lehetséges hegedűsnek; ő a rejtélyes K. 271i jelzésű D-dúr hegedűverseny és az ahhoz kapcsolódó K. 207-es B-dúr koncert miatt jött a képbe, mivel Leopold papa egy "…Kolbnak írott versenyműről" tesz említést egyik Wolfgangnak íródott levelében.
Aki még lehetséges, az a báró Johann Rudolph Czernin.

## Lásd még
- Köchel-jegyzék
- Hegedűverseny

## Külső hivatkozások
- Hét zeneműve a Bartók rádióban: Mozart A-dúr hegedűversenye, Kovács Sándor előadása (1981). A cikk ezen forrás felhasználásával készült.
- Mozart's Five Authentic Violin Concertos – Dennis Pajot írása a Mozart Forumon
- The Czernin Violin Concertos ??? – Dennis Pajot írása a Mozart Forumon Archiválva 2007. szeptember 26-i dátummal a Wayback Machine-ben
- K470 The Lost Andante and K470a Mozart's Additions to Viotti's Violin Concerto – Dennis Pajot írása a Mozart Forumon